# Harry Meade
Harry Meade (4 de julio de 1983) es un jinete británico que compite en la modalidad de concurso completo. Ganó una medalla de plata en el Campeonato Mundial de Concurso Completo de 2014, en la prueba por equipos.

## Palmarés internacional
| Campeonato Mundial | Campeonato Mundial | Campeonato Mundial | Campeonato Mundial |
| Año                | Lugar              | Medalla            | Categoría          |
| ------------------ | ------------------ | ------------------ | ------------------ |
| 2014               | Caen (Francia)     | Medalla de plata   | Por equipos        |